# Westthüringer Berg- und Hügelland

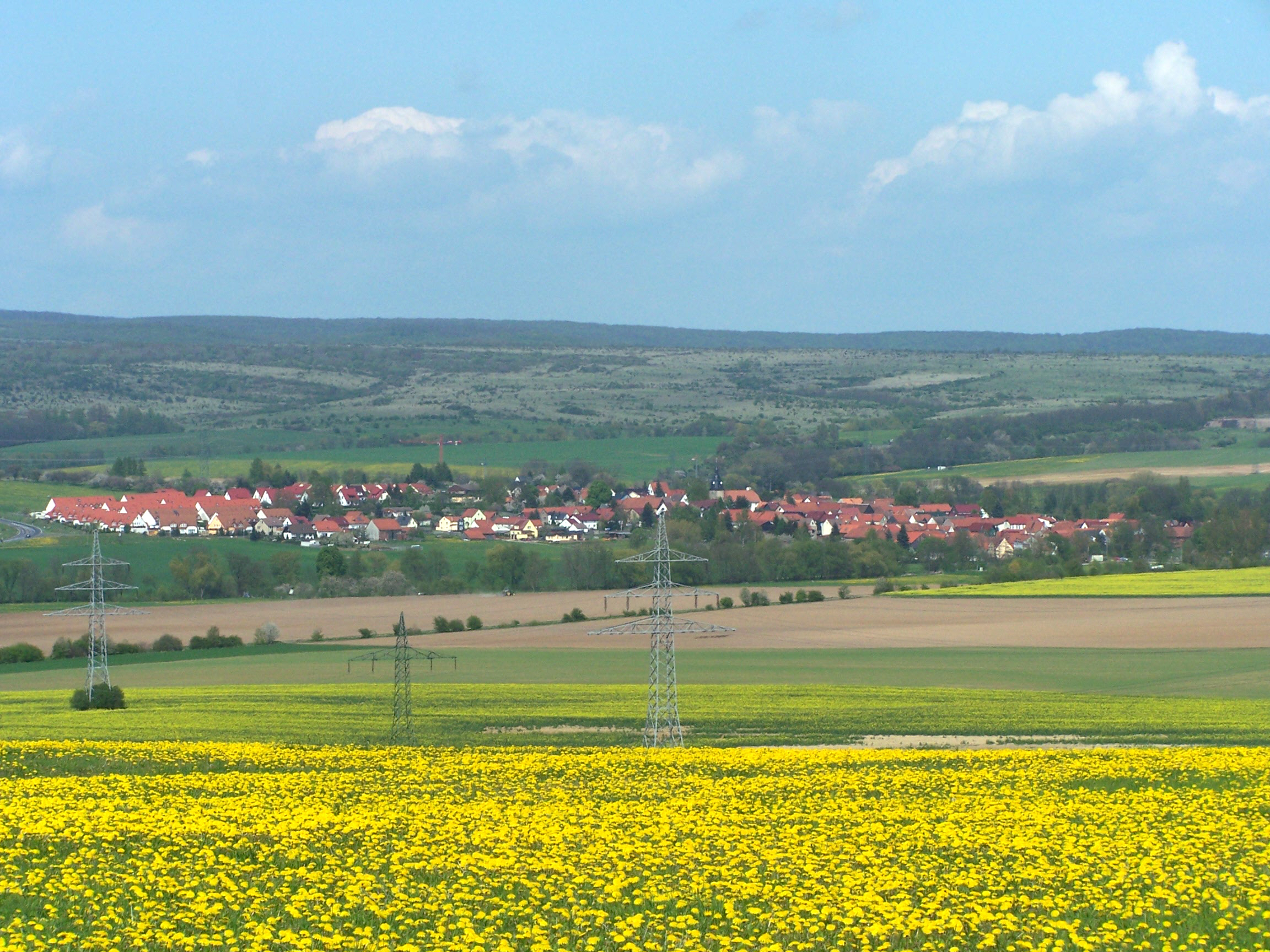
Nesse-Mulde bei Großenlupnitz

Das Westthüringer Berg- und Hügelland ist eine von Hügelland geprägte, hercynisch, das heißt, von Nordwest nach Südost streichende Beckenlandschaft im Westen Thüringens zwischen der Werra bei Creuzburg im Westen, dem Rand des Thüringer Waldes zwischen Eisenach und Ohrdruf im Südwesten, den Erhebungen zwischen Arnstadt und dem Nordwesten Gothas im Nordosten und dem Hainich im Norden.
Das gut 500 km² Gesamtfläche einnehmende Westthüringer Berg- und Hügelland ist nach dem Handbuch der naturräumlichen Gliederung Deutschlands, die auch das Bundesamt für Naturschutz (BfN) zu Grunde legt, innerhalb der naturräumlichen Haupteinheitengruppe Thüringer Becken (mit Randplatten) (47/48) die Haupteinheit 481. Die den anstehenden Gesteinen getreu klassifizierende Thüringer Landesanstalt für Umwelt und Geologie in Jena (TLUG) gliedert dem gegenüber die Keuperlandschaft im Inneren dem Thüringer Becken (Innerthüringer Ackerhügelland) zu, an die sie sich südwestlich anschließt, und fasst die halbkreisförmige Muschelkalk-Umrahmung im Nordwesten, die sich im Gegenuhrzeigersinn von den Hörselbergen bis zum nicht mehr hinzu gerechneten Hainich zieht, mit nordwestlich angrenzenden Landschaften wie dem Ringgau als Werrabergland-Hörselberge zusammen.

## Lage und Grenzen
Das Westthüringer Berg- und Hügelland liegt, von Nordwest nach Südost, im Nordosten des Wartburgkreises und der Stadt Eisenach und, zu mehr als der Hälfte, im Landkreis Gotha. Ein ganz kleines Teilgebiet im äußersten Osten zwischen Arnstadt und den Drei Gleichen gehört zum Ilm-Kreis.
Die Südwestgrenze zum Thüringer Wald und dessen Buntsandstein-Saum Waltershäuser Vorberge folgt der Linie Eisenach–↑Hörselberge–Waltershausen–Ohrdruf, wobei sie nur bei Eisenach und bei Ohrdruf den Thüringer Wald direkt berührt. Östlich Ohrdrufs schließt sich der Muschelkalk der Ohrdrufer Platte (Haupteinheit Ilm-Saale- und Ohrdrufer Platte) an.
Die Nordostgrenze zum Thüringer Becken verläuft entlang der Linie Arnstadt–↑Drei Gleichen–↑Seeberge–Gotha–↑Krahnberg–Reichenbach. (Alle mit (↑) markieren Höhenzüge werden zur Haupteinheit dazugerechnet.)
Die Grenze zur Haupteinheit Ringgau–Hainich–Obereichsfeld–Dün–Hainleite folgt im Norden dem Südwesthang des Hainich von Behringen über Berka nach Mihla, wo die Einheit bis an das nicht mehr hinzugerechnete Tal der Werra reicht. Werraaufwärts zieht sich die Westgrenze schließlich von Mihla über Creuzburg nach Hörschel. Unmittelbar westlich jenseits der Werra ragt der Ringgau empor, als dessen östliche Fortsetzung der Creuzburg–Eisenacher Graben im Westen der hiesigen Haupteinheit angesehen werden kann.
Auffälligerweise liegen alle größeren Orte in Randlage. 

## Geologie und Geomorphologie

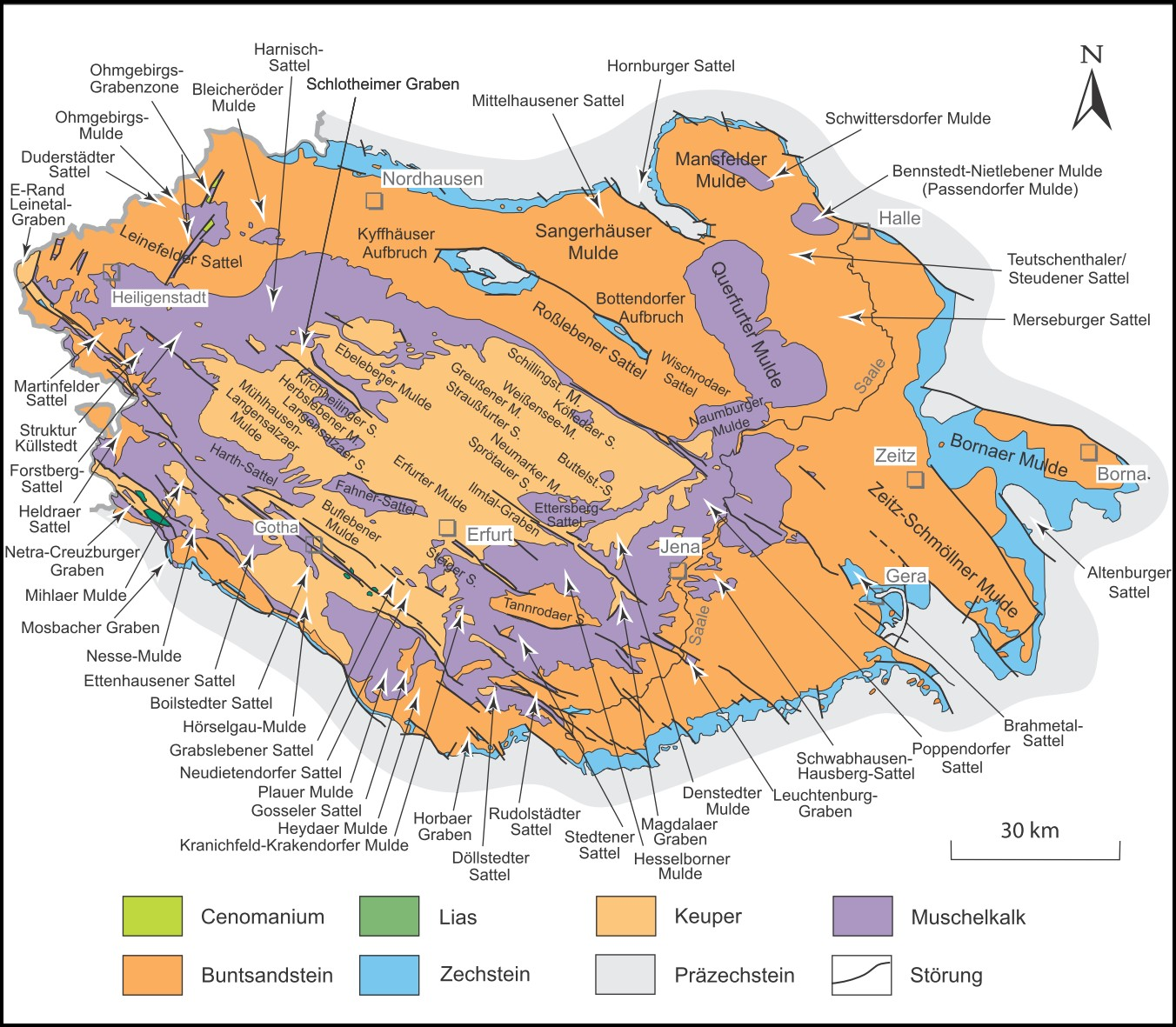
Geologische Struktur im Bereich des Thüringer Beckens mit dem Westthüringer Hügel- und Bergland im Südwesten

Das Westthüringer Berg- und Hügelland ist eine von Erhebungen mit bis um 200 Meter Reliefenergie eingefasste, im Inneren jedoch selten Höhenunterschiede über 100 Meter erreichende Beckenlandschaft, deshalb eher eine Hügel- denn eine Berglandschaft. Ihren Kern bildet die Hörselgau–Großenlupnitzer Mulde, die sich vom Norden Eisenachs über Großenlupnitz und Hörselgau nach Osten bis Emleben zieht, von wo aus sie in zwei Buchten ausläuft, eine bei Mühlberg im Osten und eine bei Ohrdruf im Süden. Diese Landschaft ähnelt in vielerlei Hinsicht dem sich nordöstlich an die Haupteinheit anschließenden Thüringer Becken, jedoch ist ihr Relief etwas bewegter und sie liegt absolut gesehen im Durchschnitt höher.
Die Mulde teilt sich in drei kleine und eine große lössreiche Lettenkeuper-Senken auf, die paarweise durch einen sanften Muschelkalksattel im Zentrum voneinander getrennt werden.

### Teillandschaften des zentralen Beckens

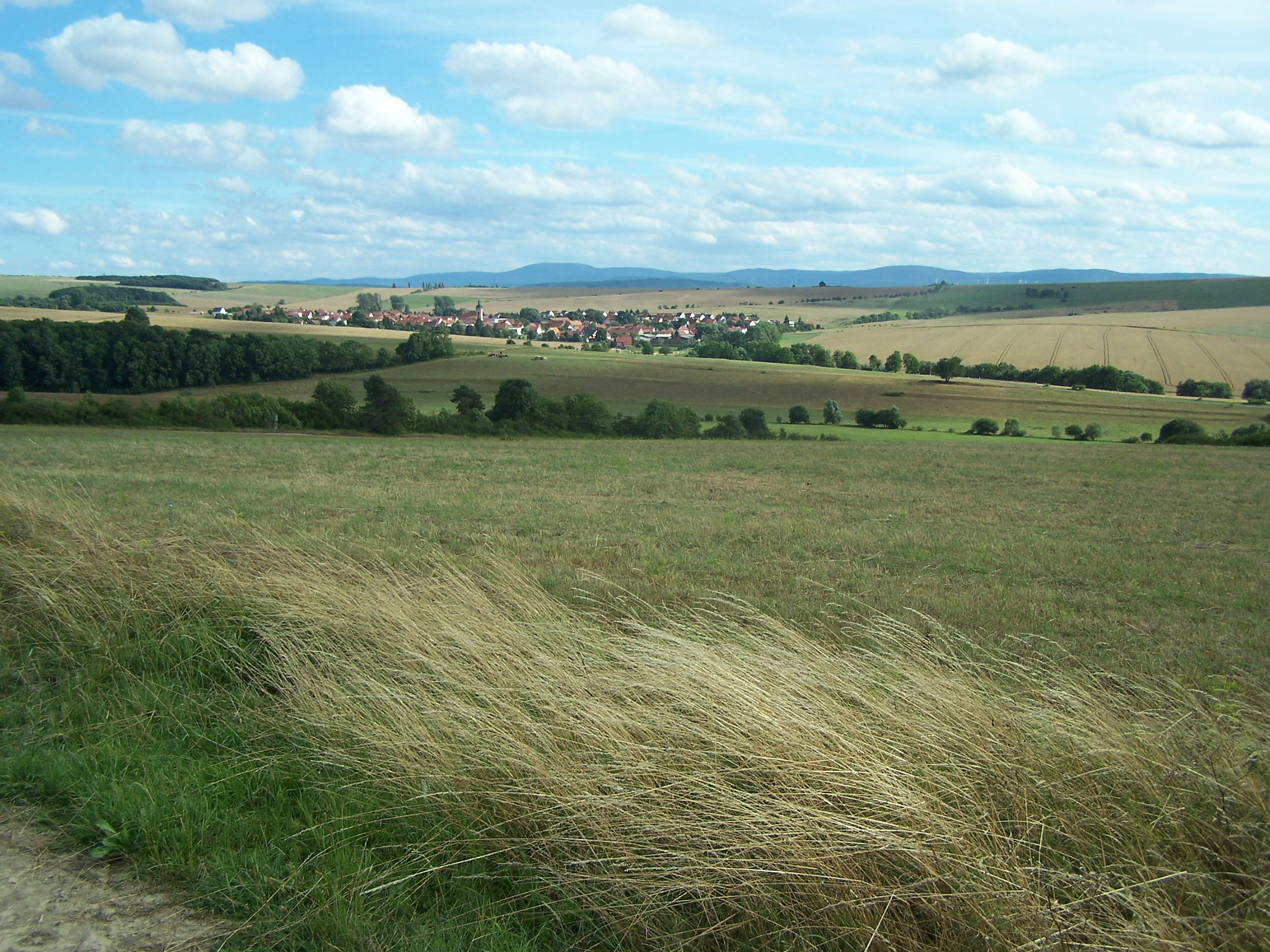
Mihlaer Mulde bei Berka von Norden;
im Hintergrund der Thüringer Wald

Im äußersten Nordwesten liegt die Mihlaer Mulde entlang des Lauterbaches bis zu seiner Mündung in die Werra in Mihla. Unmittelbar südöstlich schließt sich die Nesse-Mulde an, deren Hauptgebiet das rechtsseitige Einzugsgebiet der Böber (Mündung in die Nesse in Großenlupnitz) ist.
Östlich schließt sich der Sattel von Ettenhausen–Weingarten (auch: Ettenhausener Sattel) an, der sich zwischen die Nesse bei Ettenhausen (um 240 m) im Nordwesten und die Hörsel bei Mechterstädt (um 270 m) schiebt, jedoch wegen seiner allenfalls 391 m (Hainberg südlich Weingartens) erreichenden Höhe und seinem sehr flachwelligem Anstieg die Beckenlandschaft nicht wirklich unterbricht.
Die sich südöstlich anschließende Hörselgau-Mulde um Hörselgau nimmt schließlich etwa die Hälfte des Kernbeckens ein. Sie entwässert überwiegend zur Hörsel, jedoch wird ihr Südosten an den Buchten von Ohrdruf und Mühlberg vom Mündungslauf der Ohra und dem Mittellauf ihres Vorfluters Apfelstädt passiert. In hydrologischer Hinsicht bemerkenswert sind insbesondere der Leinakanal und der Flößgraben, die Wasser der Hörsel und der Apfelstädt aus dem Thüringer Wald nach Gotha leiten, von wo es durch den Wilden Graben über die Nesse wieder der Hörsel zugeführt wird.
Nach Nordwesten zweigt entlang des Arzbaches (Mündung bei Sonneborn) und des Bieberbaches (Mündung bei Friedrichswerth) die kleine, zur Nesse entwässernde Sonneborner Mulde ab.

### Südrand

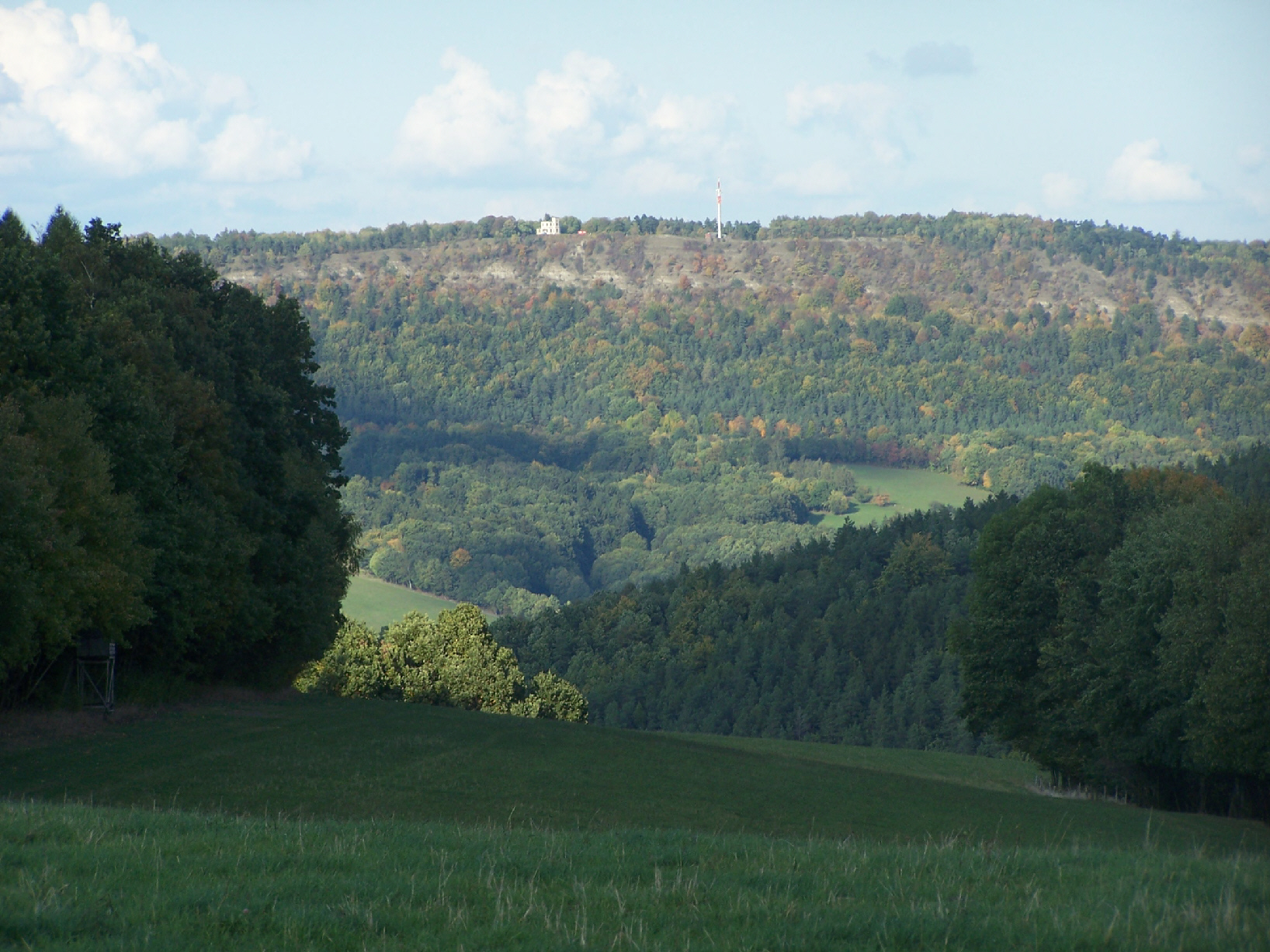
Die steile Südwestflanke des Großen Hörselbergs

An der Muschelkalk-Schichtrippe der Hörselberge im Süden des Westthüringer Hügel- und Berglandes zeigt sich in noch steilerer Form, was auch die nordwestliche Muschelkalk-Umrahmung des Thüringer Beckens durch Dün und Hainleite charakterisiert: Die Beckenlandschaft steigt zur Randhöhe hin eher allmählich an, fällt dann aber nach außen hin in einer steilen Schichtstufe zum umgebenden Buntsandstein ab. So fällt vom Nordosthang des Großen Hörselbergs 484 m aus das Terrain binnen etwa 850 horizontalen Metern von 475 m auf 375 m ab (durchschnittlich 12 % = 7° Gefälle), während der gleiche Höhenunterschied an der Südwestseite weniger als 150 Horizontalmeter braucht (durchschnittlich 70 % = 35° Gefälle!).
In der ersten Gliederung der 6. Lieferung Handbuchs der naturräumlichen Gliederung Deutschlands von 1959 waren die Hörselberge noch den Waltershäuser Vorbergen westlich bis südöstlich Waltershausens zugerechnet worden, mit denen sie jedoch nicht viel gemein haben. Zwar wird der Buntsandstein der Vorberge auch im Gebiet südöstlich der Hörselberge partiell von Muschelkalk-Graten umsäumt (zum Beispiel Burgberg Waltershausen), jedoch fallen diese nur sehr schmal aus und erreichen auch nicht die Höhen der sich südlich unmittelbar anschließenden Vorberge. Entsprechend wurden die Hörselberge bereits zur endgültigen Karte 1:1.000.000 ein Jahr später der hiesigen Haupteinheit zugeschlagen, wobei man es auch in Folge-Publikationen beließ, insbesondere in deutlich späteren des BfN.
Die größten Höhenunterschiede und absoluten Höhen im Bereich der Haupteinheit finden sich indes nicht an den Hörselbergen, sondern im äußersten Südosten, am Südrand der Ohrdrufer Bucht; hier steigt ohne nennenswerte Übergangszone die an den Tälern von Ohra und Apfelstädt um 400 m hohe Landschaft innerhalb eines horizontalen Kilometers um etwa 300 Meter und mehr (Kienberg: 720 m) zum Thüringer Wald an.

### Hercynische Störungszonen an Ost- und Westrand

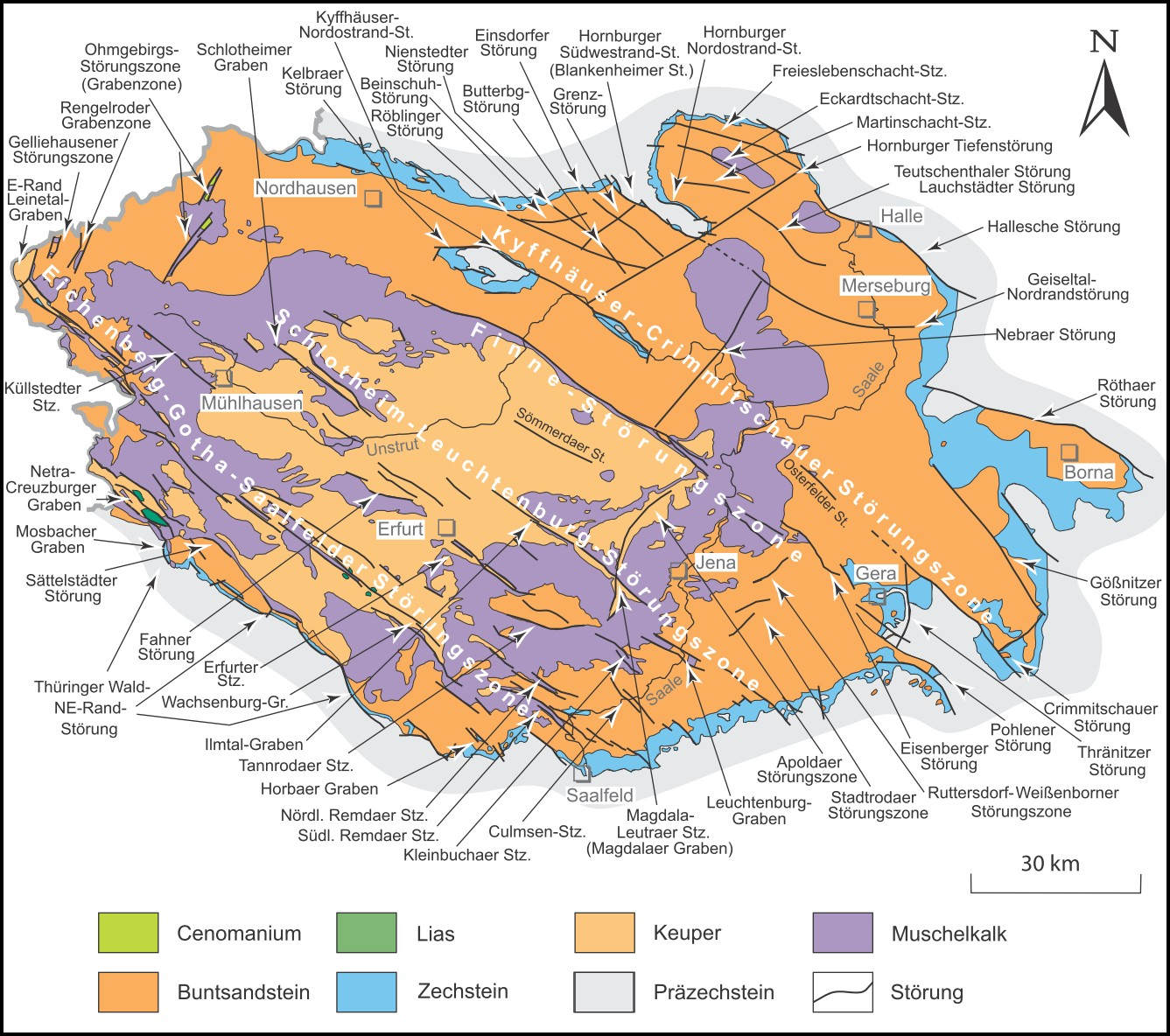
Störungszonen im Bereich des Thüringer Beckens – im Westen der Netra-Creuzburger Graben, nordöstlich parallel dazu die Eichenberg–Gotha–Saalfelder Störungszone

Prägend für das Westthüringer Berg- und Hügelland ist insbesondere eine hohe Dichte an Störungen, vor allem im östlichen und westlichen Grenzbereich. Beide Randgebiete sind Teile deutlich größerer, hercynisch verlaufender Störungszonen. An den Härtlingen, die sich mit Schichtrippen des Muschelkalks ablösen und zum Teil mit diesen verschmelzen, finden sich Vorkommen von im Bereich des Thüringer Beckens seltenen Rhät- und Liassandsteinen.

#### Ostrand

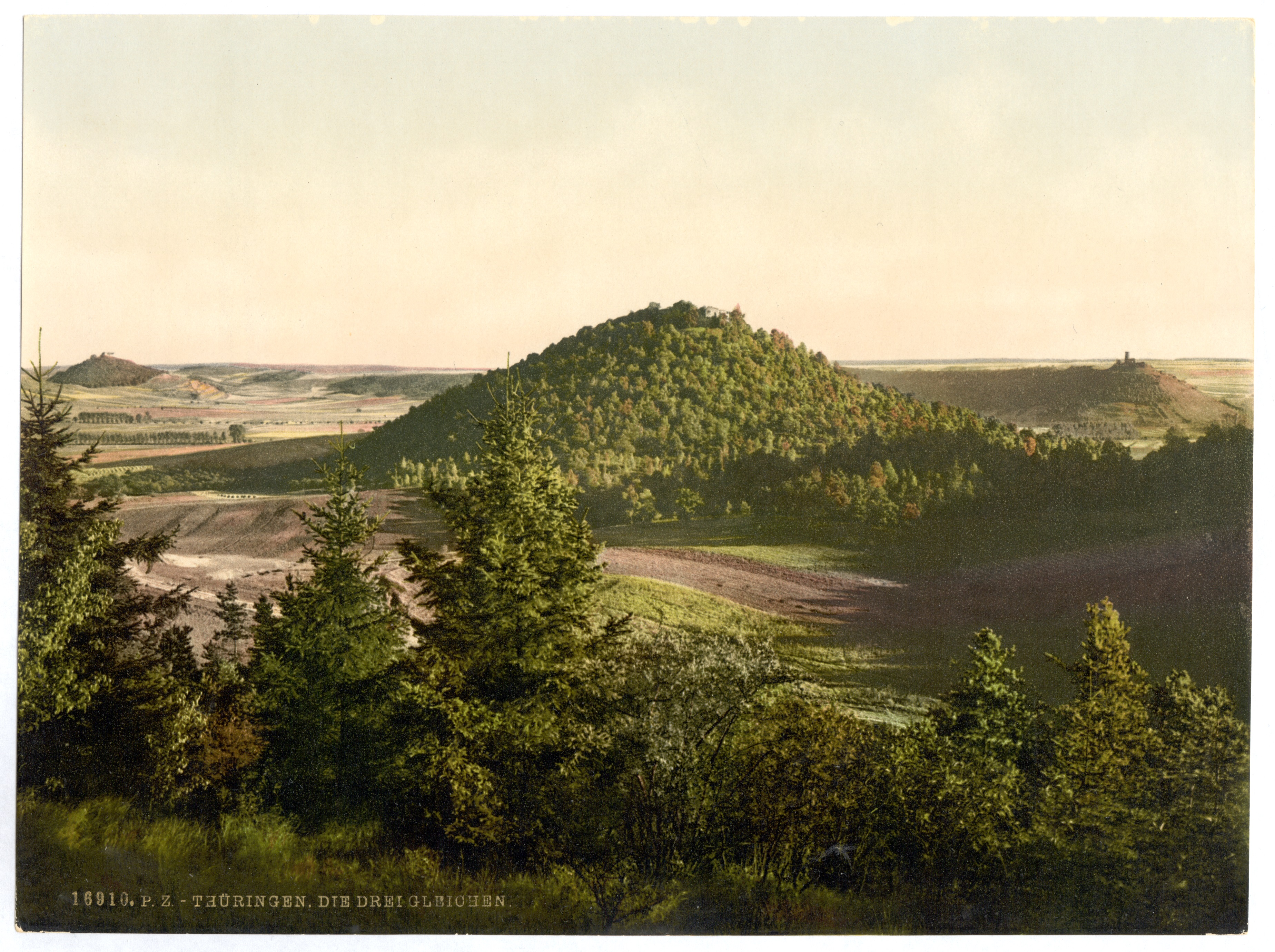
Drei Gleichen um 1900

Entlang der Eichenberg–Gotha–Saalfelder Störungszone, die hier die Nordostschwelle zum Thüringer Becken bildet, liegen, von Nordwesten nach Südosten, der Lohberg (332,6 m, unmittelbar westlich der Talsperre Tüngeda), der Krahnberg (431,3 m), die Seeberge (bis 409,2 m) und die beiden Höhenzüge der Drei Gleichen (bis 420,8 m). Hier lösen sich, in teils sehr kleinräumiger Abfolge, gratartige Schichtrippen des Oberen Muschelkalks (Galberg am Krahnberg-Südosthang, Grat vom Norden der südöstlichen Drei Gleichen in Richtung Arnstadt) mit Härtlingen ab, die sich durch Reliefumkehr herausmodelliert haben (Burg Gleichen in den nordwestlichen und Wachsenburg in den südöstlichen Drei Gleichen). Mancherorts (Seeberge, Schloßleite nebst Mühlburg im Südwesten der südöstlichen Drei Gleichen) verschmelzen beide Formen auch geradezu.

#### Westrand
Ähnlich variationsreich zeigt sich der äußerste Westen der Haupteinheit, das Gebiet des Creuzburg–Eisenacher Grabens. Dieser ist prinzipiell die südöstliche Verlängerung des den Ringgau teilenden Netra–Creuzburger Grabens nach rechts der Werra. Jedoch ist er hier, anders als im längeren, nordwestlich sich anschließenden Abschnitt, fast komplett als Höhenzug herausgeformt, denn die Grabenflanken erreichen durch Reliefumkehr in etwa die Höhe der den Graben begrenzenden Muschelkalk-Höhenzüge und werden nur durch die schmale Senke der Madel zwischen Madelungen und Krauthausen unterbrochen.
Im Norden liegt das kleine Muschelkalk-Plateau des Mihlbergs (378 m) östlich Creuzburgs genau in südöstlicher Verlängerung des an der Rabenkuppe 514,8 m hohen Nördlichen Ringgau. Jenseits seiner Süd(west)flanke löst sich der Höhenzug – bei vergleichbarer Höhenlage, aber bewegterem Relief – in die stellenweise steilen Einzelkuppen Schlierberg (362,6 m, Creuzburg), Hohleite (385,8 m, Krauthausen) und Eichelberg (334,9 m, Eisenach) auf, bis die Geländehöhe an der Madel schroff auf etwa 235 m sinkt.

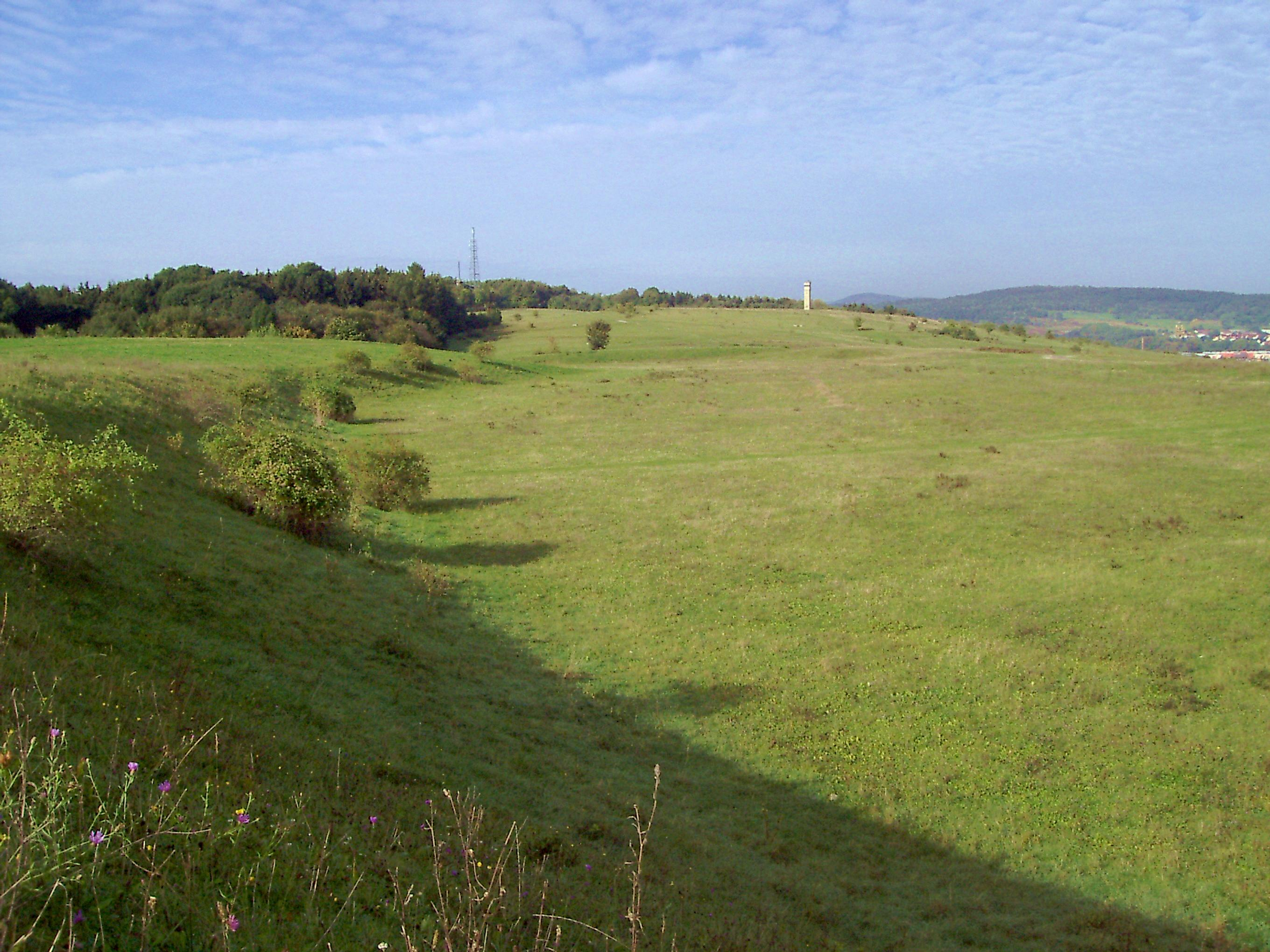
Trespenrasen am Wartenberg; im rechten Hintergrund der Moseberg

Analoges im Süden:
Der schmale Rücken vom Hörschelberg (324,6 m) zur Karlskuppe (377,1 m) auf der südöstlichen Verlängerung des an der Boyneburg 513 m hohen Südlichen Ringgaus wird nördlich der Karlskuppe nur von der etwa 300 Meter hoch gelegenen ehemaligen Trasse der A 4 von der nach Norden sehr steilen Härtlingskuppe des Mosebergs (364,3 m) getrennt.
Die Neutrassierung der A 4, welche inzwischen am Nordhang des Mosebergs vorbeiführt, brachte Anfang des 21. Jahrhunderts reichhaltige geologische Erkenntnisse über die Verläufe der Einzelstörungen und die Beschaffenheiten der Gesteinsschichten zutage.
Über den Wartenberg (333,2 m) laufen zum Petersberg (344,2 m) alle Störungslinien zusammen und nach Südosten aus. Sein Muschelkalk verlängert sowohl den des Nördlichen Ringgaus nebst Mihlberg als auch den des Südlichen nebst Karlskuppe.
Nach der Orographie würde man den Petersberg, der durch das Mündungsdreieck der Nesse in die Hörsel (um 215 m ü. NHN) von den westlich benachbarten Höhenzügen gut separiert ist, eher als westlichen Sporn der Hörselberge einstufen, von denen ihn nur die ehemalige Trasse der A 4 (um 280 m) trennt.

### Schollen
Das Westthüringer Berg- und Hügelland liegt fast komplett auf der Treffurt–Plauer Scholle, die durch die beiden oben erwähnten Rand-Störungszonen begrenzt wird. Lediglich der Muschelkalk-Rücken der Karlskuppe im südlichen äußersten Westen liegt auf der Ringgau-Scholle des Südlichen Ringgau.

## Äußeres Höhenprofil
Die unmittelbaren Randanhöhen des zentralen Keuperbeckens des Westthüringer Berg- und Hügellandes haben – im Uhrzeigersinn aufgeführt, beginnend an der Ohrdrufer Platte im äußersten Südosten – die folgende Höhen über NHN: 
(bei Randhöhen ab ein Kilometer Entfernung ist jeweils die ungefähre Entfernung zum Beckenrand angegeben, Erhebungen in der zweiten Reihe sind eingerückt;
falls auf den Randhöhen nicht Muschelkalk ansteht, ist das andere Gestein angegeben)
- Ilm-Saale- und Ohrdrufer Platte
  - Musketierberg (461 m, 1,5 km; Nordwesten der Ohrdrufer Platte)
- Thüringer Wald (Grundgebirge)

- - Kienberg (720,3 m, 1 km)

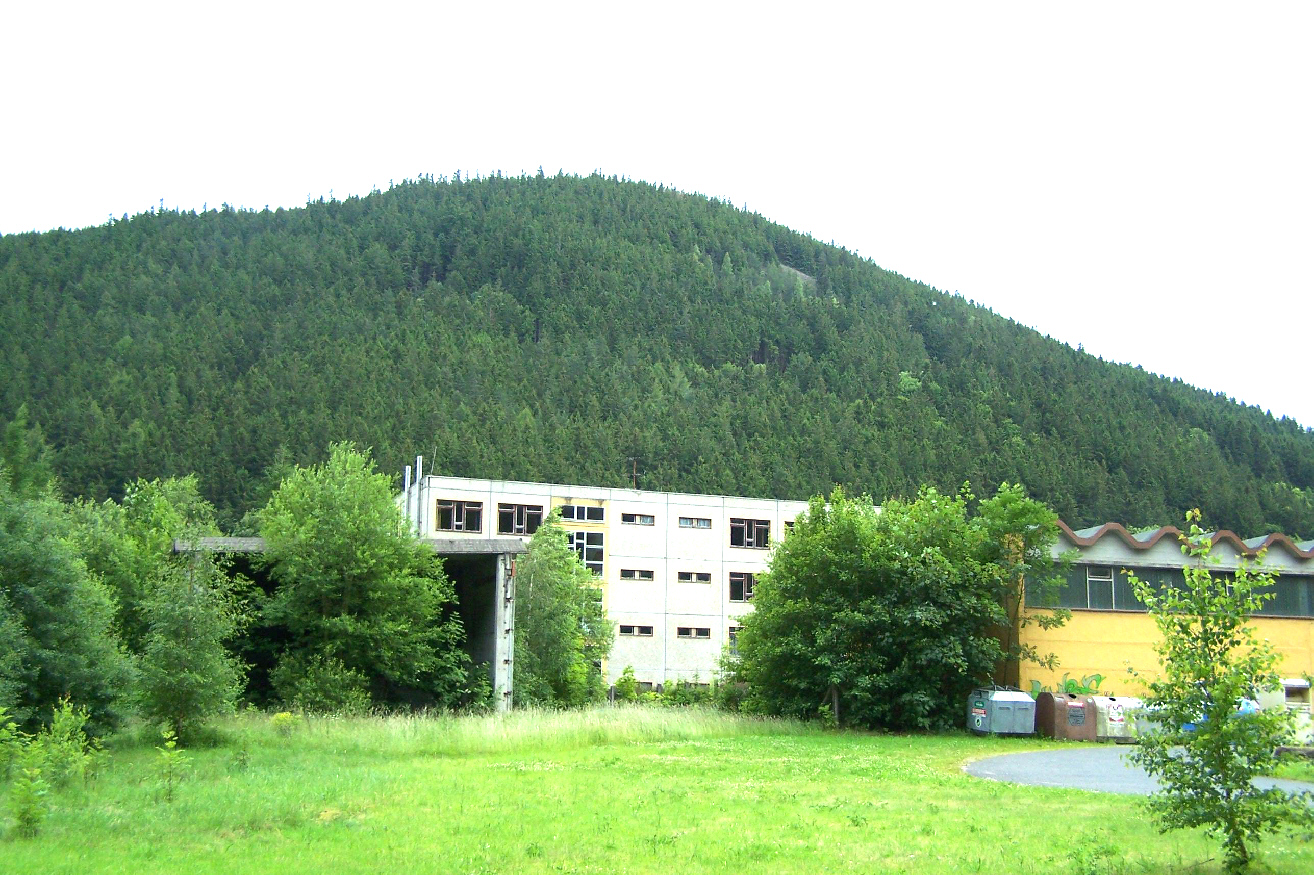
Kienberg

  - ↓Ohra-Eintritt zwischen Ohrdruf und Luisenthal (ca. 410 m)
  - Brandkopf (672 m, 1,5 km)
    - Großer Buchenberg (812,7 m, 8 km)

  - ↓Apfelstädt-Eintritt bei Georgenthal (ca. 380 m)
- Waltershäuser Vorberge (Buntsandstein)
  - Ziegelberg (519 m, 1 km)
  - ↓Hörsel-Eintritt bei Schönau vor dem Walde (ca. 315 m)
  - Finstere Tanne (520 m, 1,5 km)

- -     - Großer Inselsberg (916,5 m, 8 km; Thüringer Wald)

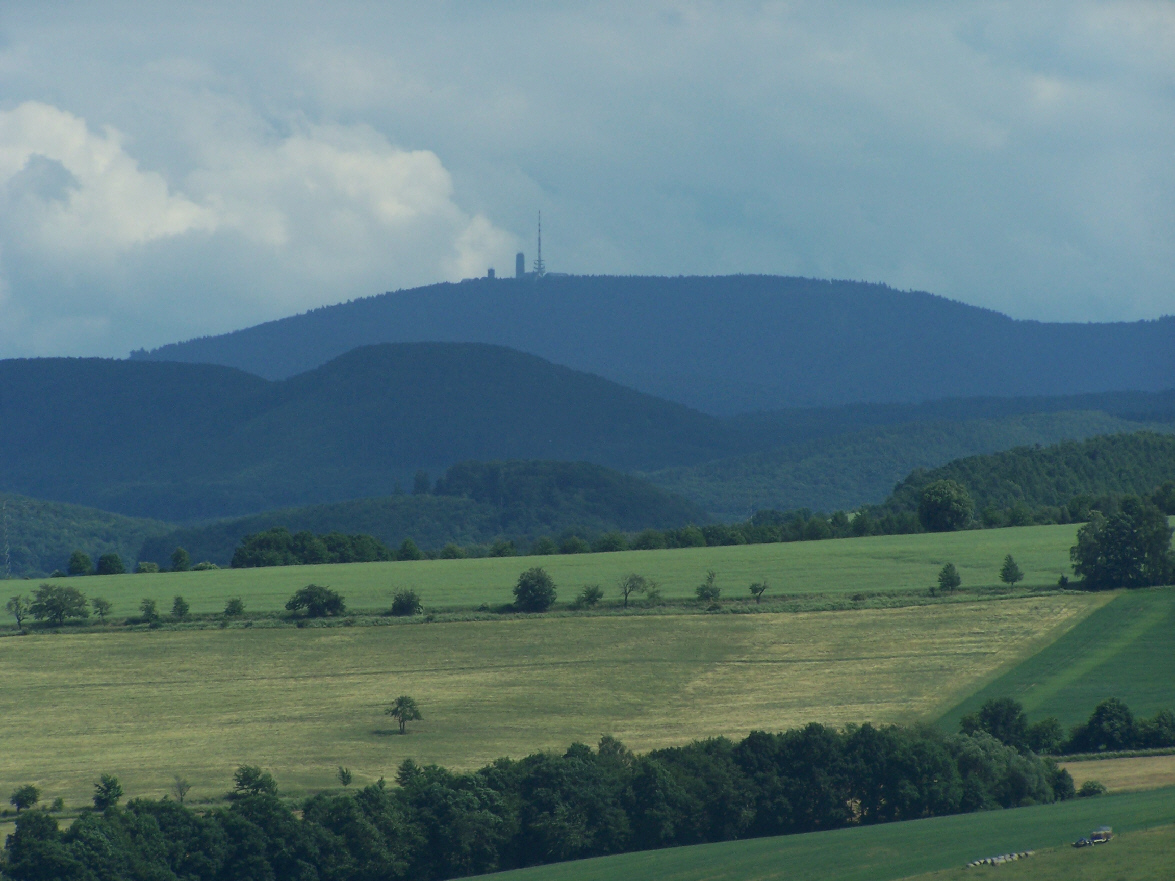
Großer Inselsberg aus Richtung Eisenach

- Westrand (Randerhebungen gehören zur hiesigen Haupteinheit)
  - ↓Hörsel-Austritt bei Sättelstädt (ca. 265 m)
  - Hörselberge (484,2 m)
  - Petersberg (344 m)
  - ↓Nesse-Mündung in Eisenach (215 m)
  - Karlskuppe (377 m)
  - Moseberg (364 m)
  - ↓Madel-Austritt bei Madelungen (ca. 240 m)
  - Hohleite (385,8 m)
  - Mihlberg  (378 m)
  - ↓Lauterbach-Mündung in die Werra bei Mihla (184 m)

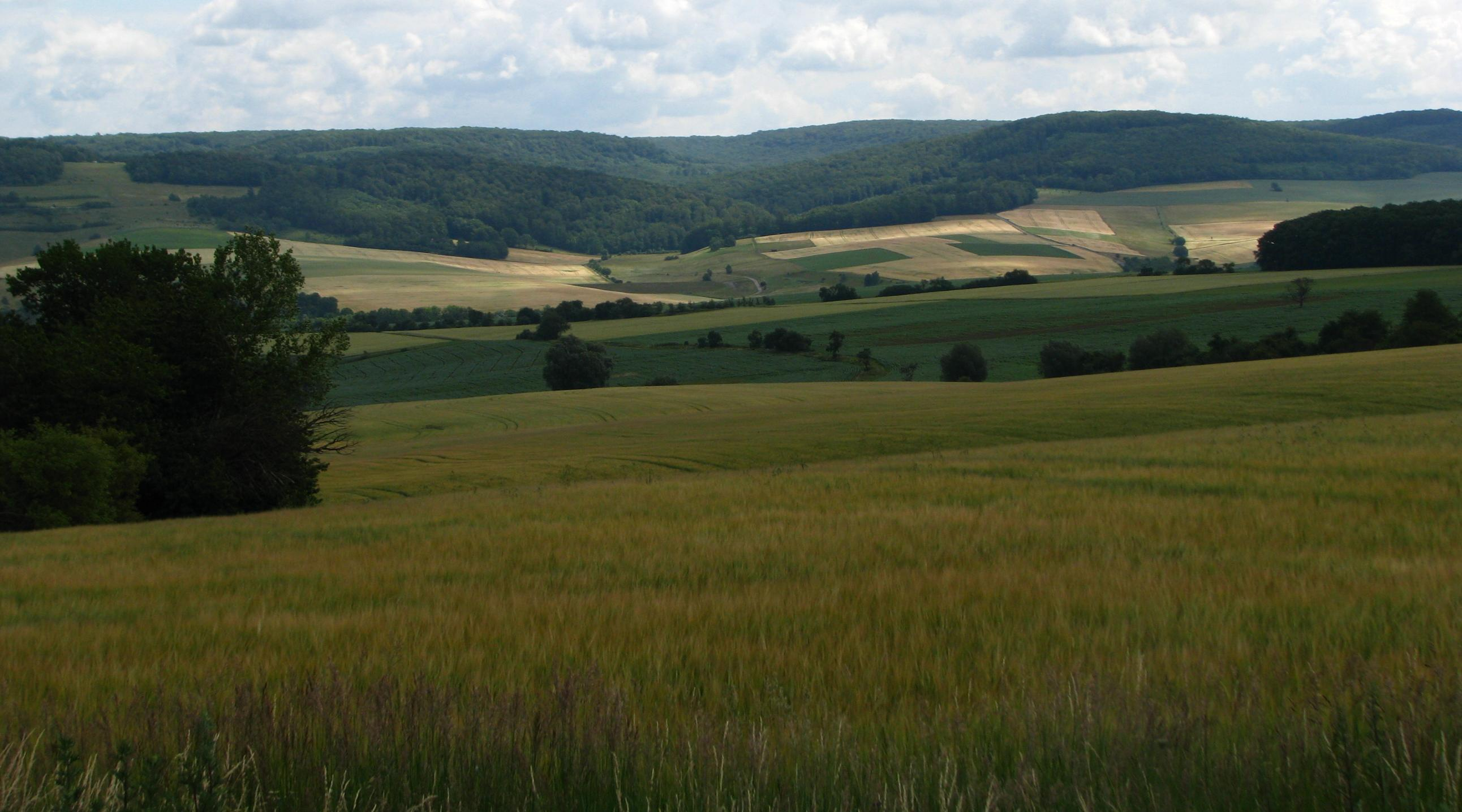
Südwestrand des Hainichs

- Ringgau-Hainich-Obereichsfeld-Duen-Hainleite
  - Harsberg (410 m; Südwestrand des Hainich nah der Lauterbachmündung)
  - Alter Berg (493,9 m, 2 km; Hainich)
- Thüringer Becken (Randerhebungen gehören zur hiesigen Haupteinheit)
  - Lohberg (332,6 m, Westrand Talsperre Tüngeda)
  - Nesse-Eintritt bei Wangenheim (ca. 255 m)
  - Krahnberg (431,3 m)
  - Wilder Graben-Austritt bei Gotha (ca. 280 m)
  - Seeberge (409,2 m)
  - Apfelstädt-Austritt südlich Seebergens (ca. 280 m)
  - Wachsenburg (420,8 m, Drei Gleichen)

## Berge
Von den Randerhebungen in Thüringer Wald, Waltershäuser Vorbergen und Hainich abgesehen, werden die das Keuperbecken im Nordwesten und im Osten begrenzenden Erhebungen der Haupteinheit zugerechnet. Im Inneren hat sie kaum nennenswerte Erhebungen.
Zu den wichtigsten Bergen des Westthüringer Berg- und Hügellandes, die sich grob in Härtlinge mit Reliefumkehr und Muschelkalk-Höhenzüge, zum Teil gratartige und Schichtrippen, aufteilen, gehören:
(In Klammern je die Lage und die Höhe über NHN und das anstehende Gestein; Berge und Gipfel, die ein und demselben orographischen Höhenzug angehören, sind zusammengefasst und im Falle geringer Schartenhöhe dem höheren Nachbarn untergeordnet.)
- Hörselberge (Muschelkalk)
  - Großer Hörselberg (484,2 m)
    - Herrenberge (452 m)

- - Kleiner Hörselberg (436 m)
- Krahnberg (431,3 m, Muschelkalk)
  - Kriegberg (410 m), Südsüdwestausläufer

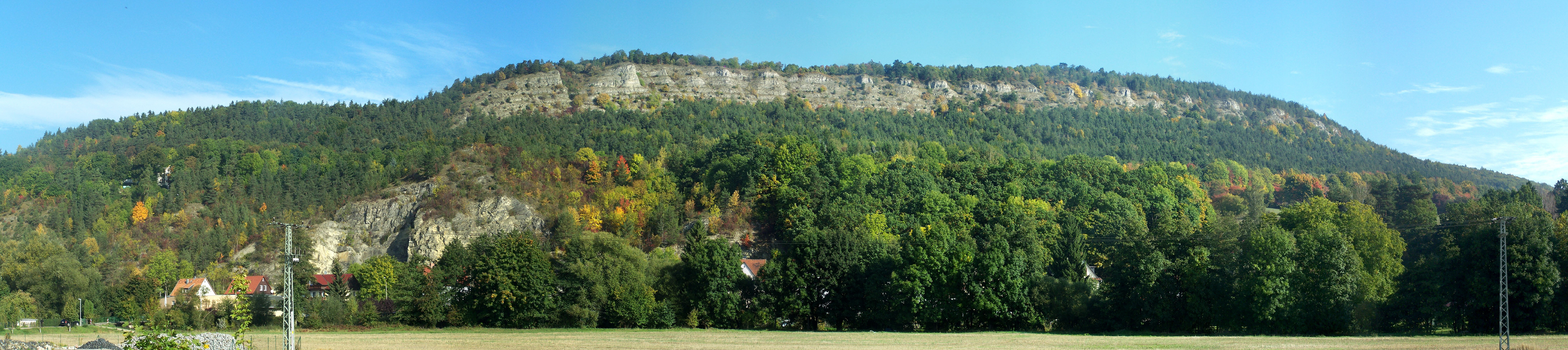
Kleiner Hörselberg

  - Goldberg (342 m) – schmaler Grat nördlich des Krahnberges, unmittelbar südlich der Nesse
  - Galberg – gratartiger, in Richtung Gotha nach Südosten abfallender Sporn
- Südöstlicher Höhenzug der Drei Gleichen

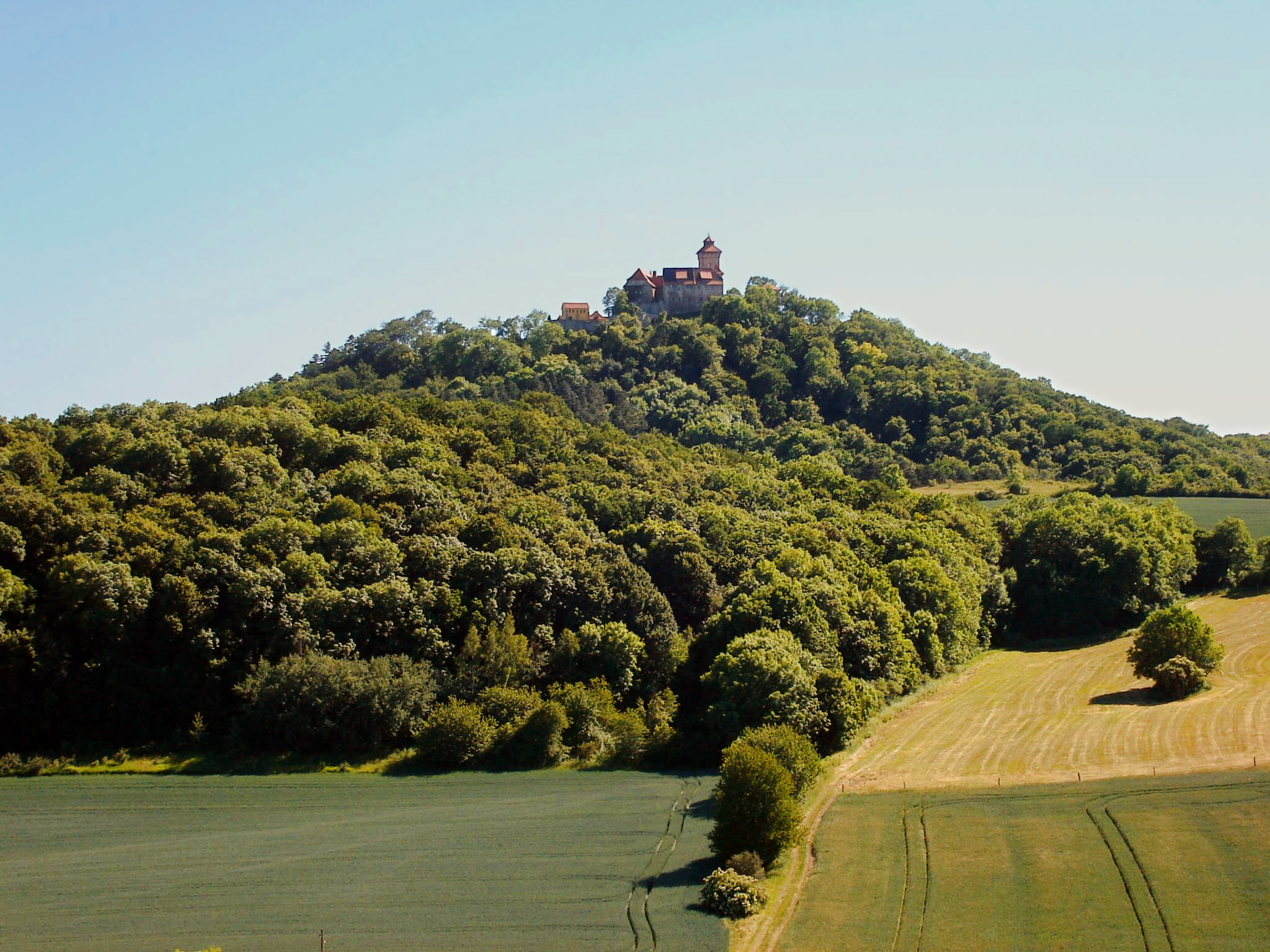
Wachsenburg von Norden

- - Wachsenburg  (420,8 m,Härtling) – Burgruine, NSG Wachsenburg
  - Schloßleite (400,4 m, Muschelkalk-Grat mit aufgesetzten Härtlingen) – westnordwestlich der Wachsenburg, NSG Schloßleite
    - Mühlburg (376,5 m, aufgesetzter Härtling) – nordwestlich des Schloßleite-Hauptgipfels

  - Roter Berg (361,5 m, Härtling) – nordnordwestlich der Wachsenburg in deren NSG
  - Nordöstlicher Muschelkalk-Randgrat in Richtung Arnstadt (von dort, also Südost, nach Nordwest geordnet):
    - Weinberg (337,7 m)
    - Ziegenberg (332,6 m)
    - Rückberg (328,9 m)
    - Längel (320,6 m)

- Seeberge
  - Großer Seeberg (409,2 m, Härtling) – Ostgipfel

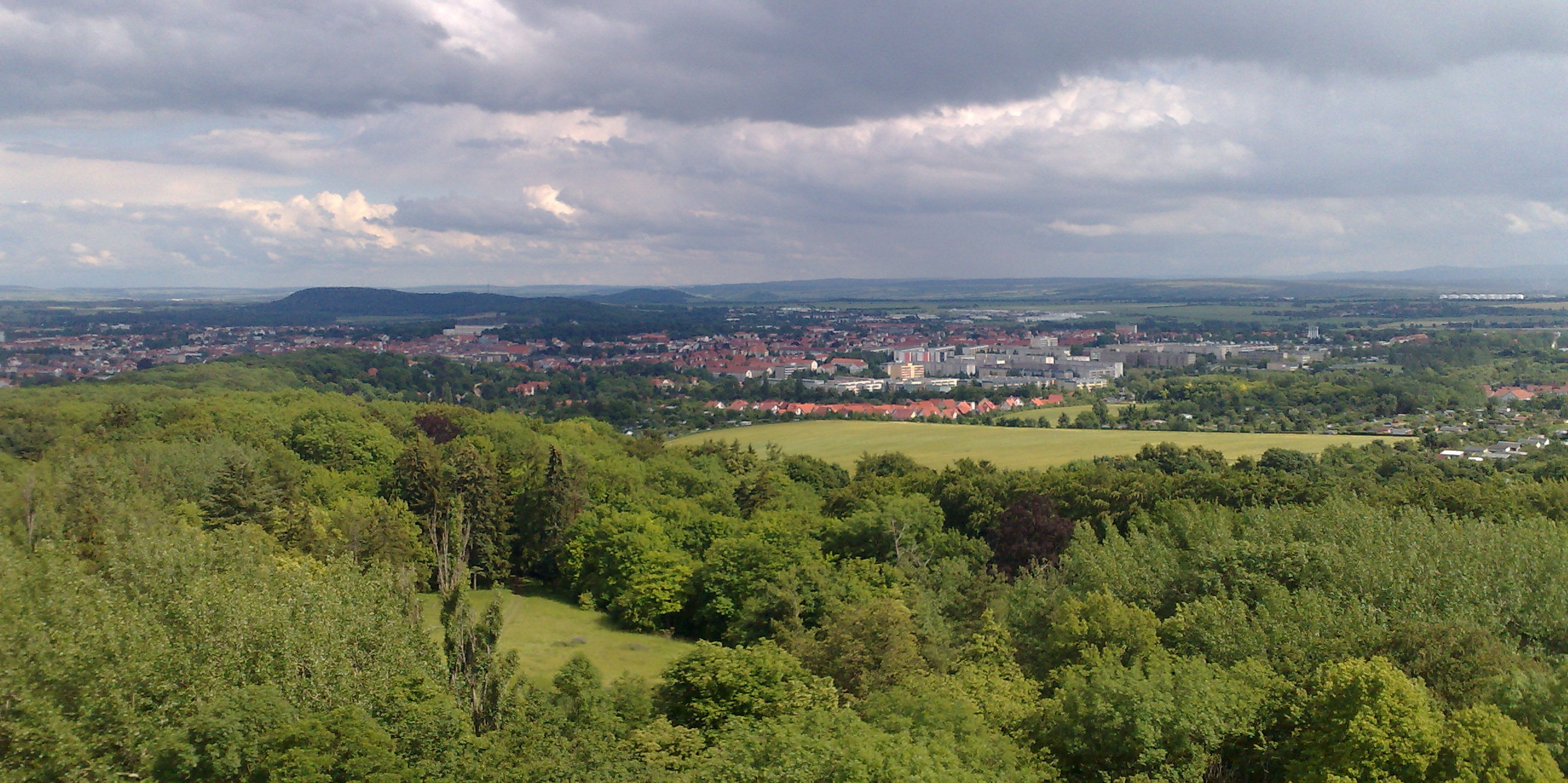
Gotha und die Seeberge (halblinks im Hintergrund)

  - Seeberg (ca. 375 m im Zentrum der Seeberge, Muschelkalk-Grat)
    - Kleiner Seeberg (356,4 m) – Nordwestgipfel
- Nordwestlicher Höhenzug der Drei Gleichen (NSG Röhrberg, Härtlinge)
  - Kaffberg (399,1 m)
    - Röhnberg (383,1 m) – westnordwestlich des Kaffbergs
    - Kallenberg (331,5 m) – Nordostausläufer

  - Burg Gleichen (369,6 m) – südöstlich des Kaffbergs
- Hainberg (391 m, Muschelkalk) – Sattel von Ettenhausen–Weingarten südlich Weingartens; seichte Anhöhe im Inneren des Beckens zwischen Hörsel und Nesse, 7,5 km westlich des Krahnbergs und 5 km östlich der Hörselberge
- Nördlicher Creuzburg–Eisenacher Graben – Höhenzug zwischen der Madel bei Krauthausen und Madelungen im Süden und Südwesten, der Werra bei Creuzburg im Nordwesten und dem Steingraben im Nordosten
  - Hohleite (385,8 m, Härtling)
    - Schlierberg (363 m, Härtling) – Nordwestausläufer
    - Eichelberg (335 m, Härtling) – Südausläufer

  - Mihlberg  (378 m, Muschelkalk) – Norden des Höhenzuges
- Südlicher Creuzburg-Eisenacher Graben – Höhenzug nordwestlich Eisenachs zwischen der Hörsel im Süden und Südwesten, der Werra im Nordwesten, der Madel bei Krauthausen im Norden und dem Michelsbach im Südosten

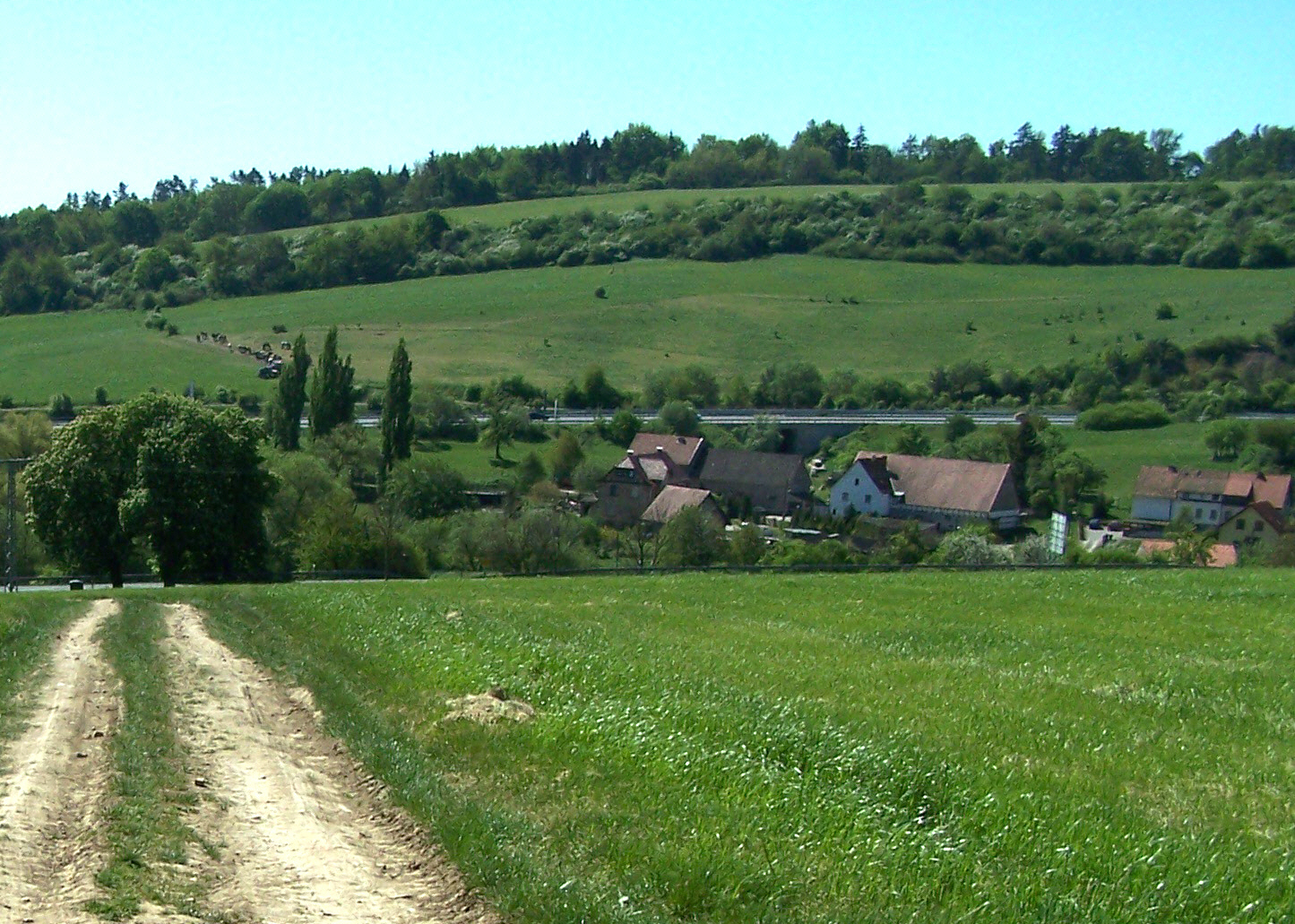
Karlskuppe

- - Karlskuppe (377 m) – höchster Gipfel eines zur Werra hin auslaufenden Muschelkalk-Rückens
    - Stedtfelder Berg (348 m) – Nordwestausläufer
    - Hörschelberg (325 m) – äußerster Nordwestausläufer

  - Moseberg (364 m, Härtling) – nördlich der Karlskuppe
- Mihlaer  Berg (367 m, Muschelkalk) – seichte Anhöhe an der südlichen Nahtstelle der Mihlaer Mulde zur Nesse-Mulde; 3 km östlich des Mihlbergs, äußerster Norden Eisenachs
- Boxberg (358,7 m, Muschelkalk) – seichte Anhöhe südwestlich Gothas

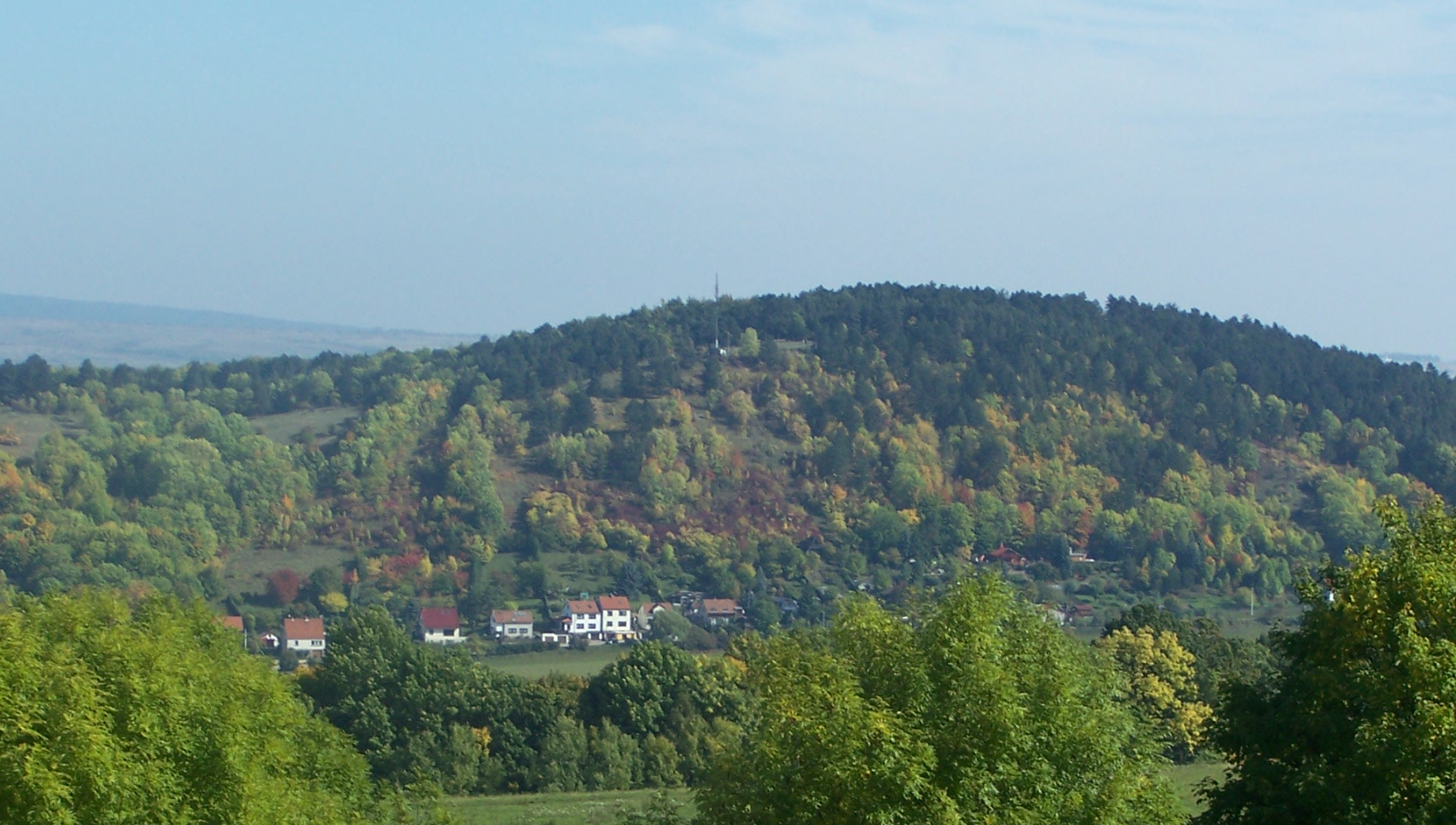
Petersberg

- Petersberg (344 m, Muschelkalk) – westlicher  Sporn der Hörselberge, in den der Creuzburg–Eisenacher Graben nach Südosten ausläuft; im Mündungsdreieck der Nesse in die Hörsel, Südosten Eisenachs
  - Hammelsberg (331 m) – Südostausläufer
- Wartenberg (333,2 m, Muschelkalk) – im Viereck zwischen Nesse, Hörsel und Michelsbach
- Lohberg (332,6 m, Härtling auf Muschelkalk) – Westrand Talsperre Tüngeda, Eichenberg-Gotha-Saalfelder Störungszone

## Gewässer
Im Gegensatz zum der Unstrut tributären Thüringer Becken entwässert das Westthüringer Berg- und Hügelland überwiegend nach Westen zur Werra. Hauptentwässerer ist hierbei die Nesse, die in Eisenach in die Hörsel mündet und dieser etwa genauso viel Wasser beisteuert, wie die Hörsel selbst heranführt. Von den insgesamt 426,3 km² Einzugsgebiet der Nesse liegen etwa 250 km² innerhalb der hiesigen Landschaft, also ungefähr die Hälfte ihrer Gesamtfläche.
Nur zu kleinen Anteilen im äußersten Osten entwässert die Haupteinheit zur Apfelstädt und damit über die Gera indirekt zur Unstrut. Umgekehrt wird die Nesse durch den Flößgraben und den Leinakanal über den Wilden Graben mit Wasser der Oberläufe von Apfelstädt und Hörsel aus dem Thüringer Wald gespeist, was das effektive Einzugsgebiet der Nesse vergrößert.
Hinzu kommt noch, dass auf dem Weg der Hörsel durch klüftige Muschelkalkzonen, besonders auf der Strecke Teutleben–Mechterstädt, erhebliche Teile ihres Wassers versickern und durch stark schüttende Karstquellen der Nesse zukommen.
Auch aufgrund der eher geringen Niederschläge zwischen jährlich 560 mm (Nahtstelle zum Thüringer Becken) und 700 mm (Abdachung des Thüringer Waldes) ist die mittlere Abflussspende mit 3,5 bis 7,7 l/km²·s insgesamt gering und liegt insbesondere unter der der Nesse (7,4 l/km²·s).

### Die wichtigsten Fließgewässer
Nachfolgend werden die wichtigsten inneren Fließgewässer des Westthüringer Berg- und Hügellandes, insbesondere alle mit mehr als 10 km² Einzugsgebiet, von Norden nach Süden und vorfluterintern von Osten nach Westen geordnet, aufgeführt.

#### Nordwesten
Direkt zur Werra entwässern im Nordwesten:
- Lauterbach (9,4 km, 42,4 km²; Mündung in Mihla)
- Steingraben (5,9 km, > 10 km²; Mündung im Westen Mihlas)
- Madel (9,8 km, 23,0 km²; Mündung im Süden Creuzburgs)

#### Zentralteil

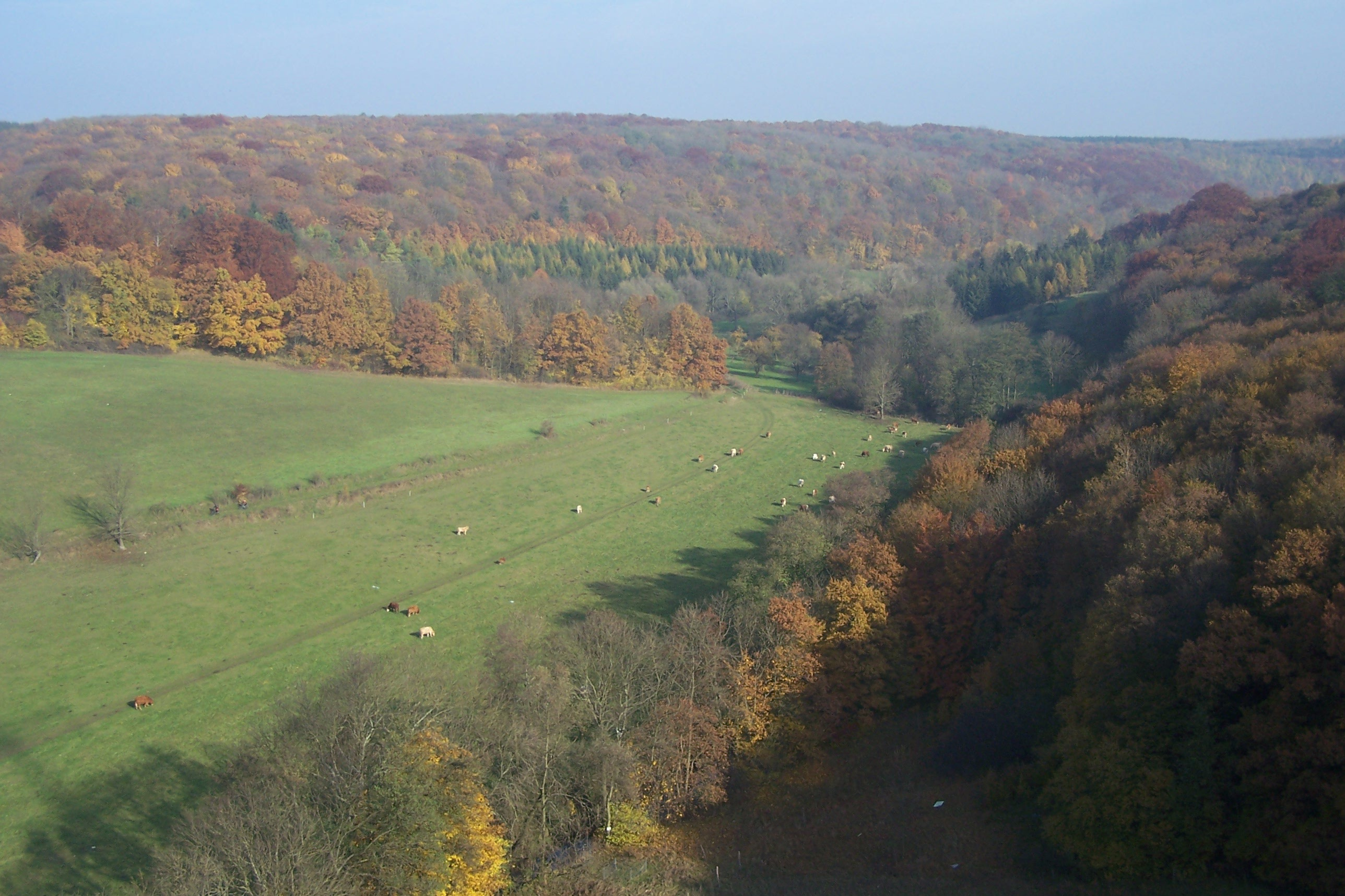
Nesse-Durchbruchstal durch den Ettenhausener Sattel bei Haina

Zentraler Hauptfluss der hiesigen Haupteinheit ist die von Osten nach Westen verlaufende Nesse, deren Nebenflüsse Mittagswasser (rechtsseitig) und Wilder Graben die – auswärtigen – nordöstlichen Grenzflüsse sind. In Eisenach wird ihr Lauf durch den Unterlauf ihres Vorfluters Hörsel verlängert.
Von rechts (=Norden) zur Nesse und zum Hörsel-Unterlauf entwässern insbesondere (von Ost nach West):
- Bieberbach (8,6 km, 47,5 km²; Mündung bei Friedrichswerth)
- Böber (8,9 km, 29,5 km²; Mündung bei Großenlupnitz)
- Michelsbach (zur Hörsel – 5,0 km, 12,7 km²; Mündung in Eisenach)

Von links fließt der Nesse unterhalb des Wilden Grabens nur ein nennenswerter Bach zu:
- Arzbach (3,5 km, 14,8 km², Mündung bei Weingarten)

Zur mittleren Hörsel fließen von rechts (von Südosten nach Nordwesten):
- Altenwasser (7,3 km, 8,5 km²; Mündung in Leina)
- Dormbach (über Großen Kessel 4,8 km; Mündung bei Fröttstädt)
- Asse (6,0 km, 14,2 km²; Mündung bei Teutleben)

#### Südosten

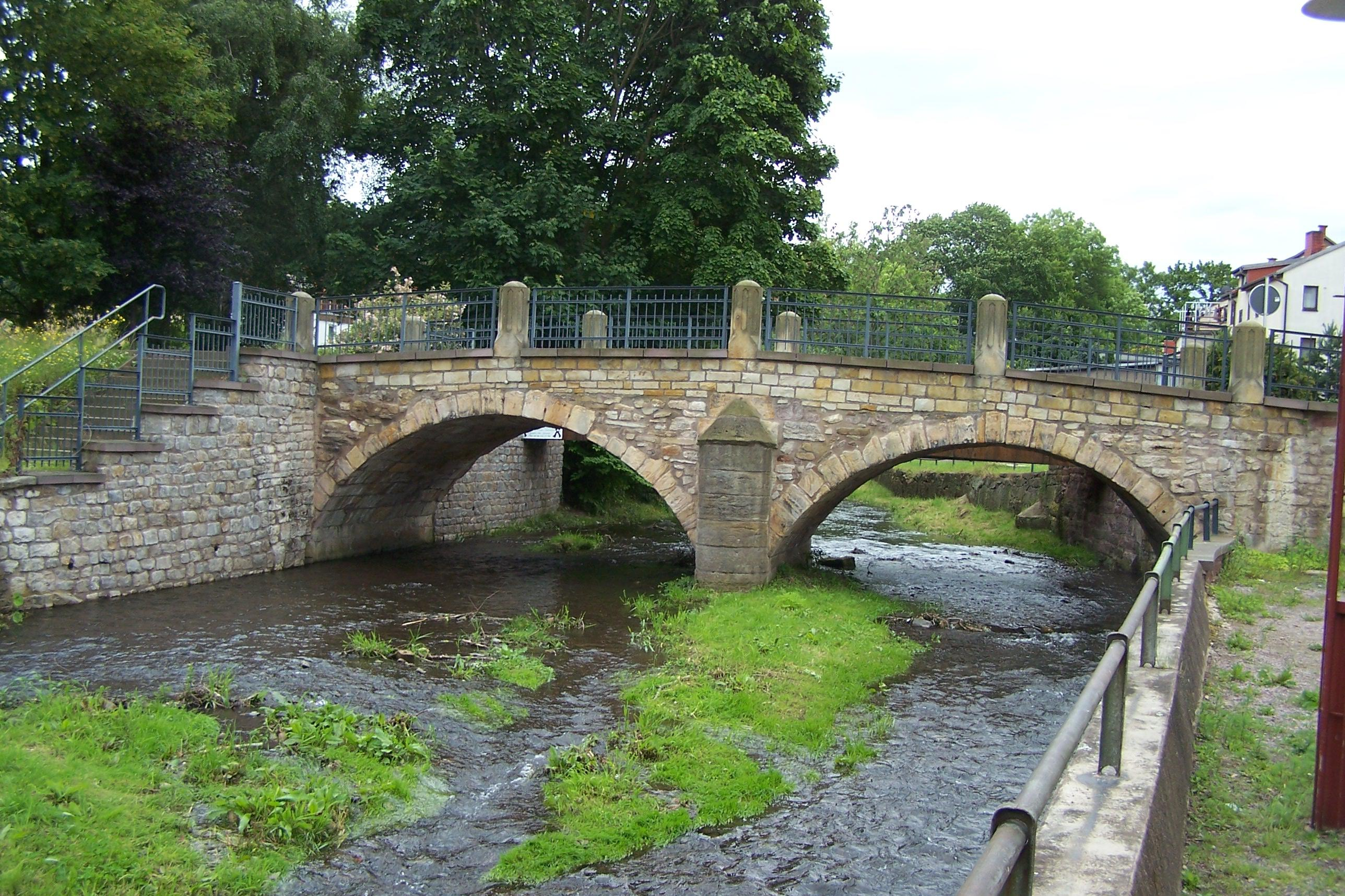
Ohrabrücke in der Altstadt von Ohrdruf

Deutlich wasserreicher sind die linksseitigen Nebenflüsse der Hörsel, die jedoch nur in kurzen Mündungsabschnitten (v. a. Schilfwasser, Badewasser und Laucha) die Landschaft passieren, ihr Wasser kommt fast komplett aus dem Thüringer Wald.
Auch die zur Unstrut entwässernden Ohra und Apfelstädt (Zusammenfluss nördlich Ohrdrufs) passieren lediglich den Südosten der Landschaft.
Den äußersten Osten der Landschaft zwischen Gotha und Arnstadt entwässern die folgenden Bäche:
- Ratsrinne (natürlicher Quellbach des Wilden Grabens; Trennbach Krahnberg-Seeberge – 5,3 km, knapp 20 km²; Zusammenfluss mit Leinakanal in Gotha)
- Flachsröste (von rechts zur Ratsrinne – 2,5 km, gut 10 km²)
- Mühlgraben (von links zur Apfelstädt – >10 km²; Mündung südlich Seebergens)
- Weidbach (von rechts zur Apfelstädt; interner Trennbach der Drei Gleichen – > 20 km²; Mündung bei Neudietendorf)
- Schlammgraben (von rechts zum Weidbach – > 10 km²; Mündung oberhalb Sülzenbrückens)